# أكرم حسني
أكرم حسني إعلامي وشاعر غنائي وممثل مصري، مواليد 10 سبتمبر 1974، ، حصل على بكالوريوس الإعلام من جامعة القاهرة، كما حصل على دبلومتين في العلاقات العامة، وهو متزوج ولديه أبناء. بدأ أكرم حسني حياته العملية في إحدى الوظائف التي ظل بها لمدة 8 أعوام، حتى عمل في إذاعة «نجوم إف إم»، حقق نجاحاً ملحوظاً من خلال برنامج «نشرة أخبار الخامسة والعشرون» على قناة «موجة كوميدي». وعمل ضابطًا في الشرطة المصرية سابقاً في الأمن المركزي ثم قدم استقالته وعمل كمذيع.

## عمله الإعلامي
بدأ أكرم حسني عمله الإعلامي في عام 2004، حيث عمل مذيعًا في إذاعة نجوم إف إم، حيث قدم برنامج أسبوعي تحت اسم “100.6”، وفي عام 2006 كانت أول تغطية إعلامية لأكرم حسني في حفل افتتاح فيلم “عمارة يعقوبيان” للزعيم عادل إمام، حيث قدم تغطية إعلامية متميزة للحفل.
وكانت بداية نجاح أكرم حسني في عام 2008، من خلال شخصية “أبو حفيظة” التي ابتكرها في برنامجه الكوميدي “نشرة أخبار الخامسة والعشرون” عبر قناة “موجة كوميدي”، وقد نجح في تقديم هذه الشخصية كثيرًا، وفي عام 2009 قدم أكرم حسني برنامج “الكابوس” بشخصية أبو حفيظة، وقدم في 2011 برنامج “حدوتة بعد النوم” بشخصية أبو حفيظة، وشارك في العام نفسه في ورشة لتعليم التمثيل مع مروة جبريل، ليقدم بعدها أول أدواره التمثيلية في المسلسل الكوميدي “نونة المأذونة” الذي عرض في رمضان 2011، والذي ظهر فيه أيضًا بشخصية أبو حفيظة.
وقدم أكرم حسني في عام 2013 برنامج “وسيم هدهد” وهو برنامج نقدي بقالب كوميدي، وفي عام 2014 اقتبس من شخصية أبو حفيظة جملة “أسعد الله مساءكم” لتكون عنونًا لبرنامجه الكوميدي، وقدم منه ثلاثة مواسم وحقق نجاحاً كبيرًا، وفي عام 2015 قدم برنامج “ما وراء التردد”

## حياته الفنية
شارك أكرم حسني في عام 2015 في مسلسل “لهفة” وكذلك في فيلم “كابتن مصر” بشخصية أبو حفيظة. ثم ابتعد عن شخصية أبو حفيظة حيث قد قدم دور البطولة بجانب أحمد فهمي في فيلم كلب بلدي في عام 2016، وشارك معه في مسلسل ريح المدام في عام 2017، وشارك في بطولة بنك الحظ في العام ذاته، وقدم مسلسل الوصية في عام 2018، كما شارك أيضًا في فيلم البدلة، ومسلسل الواد سيد الشحات.

## أعماله

### الأفلام
| السنة | العنوان           | الدور                     |
| ----- | ----------------- | ------------------------- |
| 2015  | كابتن مصر         | سيد أبو حفيظة - ضيف شرف   |
| 2016  | كلب بلدي          | وردة الحلواني             |
| 2017  | بنك الحظ          | عمرو                      |
| 2018  | الكويسين          | كابتن رماح - ضيف شرف      |
| 2018  | البدلة            | حمادة عين العقل           |
| 2019  | نادي الرجال السري | لبيب - ضيف شرف            |
| 2020  | لا                | لا                        |
| 2021  | ديدو              | ضيف شرف                   |
| 2023  | العميل صفر        | صفر عبد اللطيف شداد الهمم |

### المسلسلات
| السنة | العنوان                     | الدور                   |
| ----- | --------------------------- | ----------------------- |
| 2011  | نونة المأذونة               | سيد أبو حفيظة           |
| 2015  | لهفة                        | سيد أبو حفيظة - ضيف شرف |
| 2017  | ريح المدام                  | بهجت                    |
| 2018  | واكلينها والعة (سبع صنايع)  | سيد أبو حفيظة           |
| 2018  | الوصية                      | إبراهيم النويري "إيبو"  |
| 2019  | الواد سيد الشحات            | سكر - ضيف شرف           |
| 2020  | رجالة البيت                 | بومبا                   |
| 2020  | لؤلؤ                        | أشرف جبنة - ضيف شرف     |
| 2021  | إحنا بتوع الأوزوريس         | مسلسل إذاعي             |
| 2022  | مكتوب عليا                  | جلال إحسان قدري         |
| 2023  | صلاح التلميذ                | مسلسل إذاعي             |
| 2023  | اللعبة 4: دوري الأبطال      | بسيم الصريطي            |
| 2024  | بابا جه                     | هشام                    |
| 2024  | زكريا أبو ندا (مسلسل إذاعي) | زكريا أبو ندا           |
| 2025  | الكابتن                     | الكابتن حسام عز الدين   |

### البرامج
| السنة | العنوان                     | الدور         |
| ----- | --------------------------- | ------------- |
| 2004  | 100.6                       | برنامج إذاعي  |
| 2008  | نشرة أخبار الخامسة والعشرون | سيد أبو حفيظة |
| 2009  | الكابوس                     | سيد أبو حفيظة |
| 2010  | أسعد الله مساءكم            | سيد أبو حفيظة |
| 2011  | حدوتة بعد النوم             | سيد أبو حفيظة |
| 2013  | وسيم هدهد                   | وسيم هدهد     |
| 2014  | أسعد الله مساءكم من جديد    | سيد أبو حفيظة |
| 2014  | أسعد الله مساءكم من جديد 2  | سيد أبو حفيظة |
| 2015  | ما وراء التردد              | برنامج إذاعي  |
| 2015  | أسعد الله مساءكم 3          | سيد أبو حفيظة |
| 2016  | للرجال فقط                  | برنامج إذاعي  |
| 2019  | أبو حفيظة                   | سيد أبو حفيظة |

### المسرحيات
| السنة | العنوان              |
| ----- | -------------------- |
| 2020  | عطل فني              |
| 2022  | حتى لا يطير الدكان   |
| 2023  | تطبق الشروط والأحكام |